# Notts County Football Club
O Notts County Football Club é um clube de futebol profissional da cidade de Nottingham fundado em 28 de novembro de 1862. Atualmente disputa a League Two, que equivale a quarta divisão do Campeonato Inglês.
Foi um dos doze fundadores da Liga Inglesa e é o clube de futebol profissional mais antigo do mundo, sendo o terceiro entre clubes profissionais e não-profissionais, perdendo apenas para o Sheffield, que fora fundado cinco anos antes, e o Hallam, fundado dois anos antes.

## História
O início do clube começou nos Jardins de Cremorne (Cremorne Gardens), quando W. Arkwright e Chas Deakin passaram a "chutar uma bola contra o outro", terminando em 2 a 2. Sua formação oficial no entanto se deu em 1864 com o nome de Notts Football Club.
Entre 1864 e 1888 foram realizadas partidas amistosas com outros clubes da Inglaterra e Escócia. Neste período o clube chegou a ter oito atletas relacionados na seleção nacional.
O primeiro campeonato oficial disputado pelo clube foi em 1877, a Copa da Inglaterra. Com um bom futebol apresentado chegou as semifinais em 1883 e 1884. De 1883 a 1910 o Notts mandava seus jogos na Trent Bridge e ocasionalmente em Castle Cricket Ground e na Floresta de Town Ground, na cidade de Nottingham. Em 1910, mundou seus jogos para Meadow Lane.
Na temporada de 1890-1891 o Notts terminou em terceiro na Liga Inglesa e foi finalista na Copa, sendo derrotado por 3 a 1 pelo Blackburn Rovers. Já sua primeira conquista se deu em 1894 (um ano após seu rebaixamento à segunda divisão) quando um público de 37.000 torcedores assistiram sua vitória na final da FA Cup frente ao Bolton pelo placar de 4 a 1, tornando-se o primeiro clube de uma segunda divisão a ganhar o torneio.
Em 1896-1897 foi promovido à divisão principal em uma série de jogos em play-off. Em 1913 foi rebaixado uma vez mais a segunda divisão, mas retornou na temporada seguinte como campeão.
Anos mais tarde seria rebaixado a segunda divisão (temporadas 1919-1920 e 1925-1926) e rebaixamento a Divisão três Sul no ano de 1930, retornando a segunda no ano seguinte como campeão. Caiu novamente em 1935. Só retornando a segunda divisão na temporada 1949-1950. Caiu novamente para a terceira divisão em 1955, depois para a quarta divisão.
A história recente mais próspera do clube aconteceu em 1981-1982 quando retornou a primeira divisão (terminou o campeonato na 15ª posição).
Jimmy Sirrel assumiu o clube no mês de novembro de 1969 e foi o grande responsável pelas promoções do clube. Em 1971 subiu à terceira divisão e, em 1973 à segunda divisão. Dave Needham, Briam Stubbs, Tony Hately, Kevin Randall, Arthur Mann, Don Masson e Les Bradd (124 gols em 11 anos atuando pelo Notts) eram a espinha dorsal do êxito do clube. Subiu à primeira divisão em 1981.
Depois de ter se mantido por dois anos na principal divisão do país - com a saída de Sirrel e varias sucessivas mudanças, o clube sofreu rebaixamentos sucessivos nos anos de 1984 e 1985.
Em 21 de julho de 2009, após formar uma parceria com uma empresa, o Notts County, tendo intenção de voltar a disputar a elite inglesa, anunciou o ex-treinador da seleção da Inglaterra Sven-Göran Eriksson como novo diretor de futebol. Logo, Eriksson foi responsável pelas contratações do dinamarquês Kasper Schmeichel e Sol Campbell (ambos comandados por Eriksson no Manchester City e Seleção, respectivamente).
Em 11 de fevereiro de 2010 Peter Trembling vendeu o clube de futebol a um novo consórcio, liderado por Ray Trew, e um dia após, Sven-Göran Eriksson não era mais diretor de futebol do clube.
Em 23 de fevereiro de 2010, foi anunciado que Steve Cotterill seria treinador do Notts County, até ao final da temporada. Em 17 de abril de 2010, Notts County ganhou a promoção para a Coca-Cola League One com uma vitória por 4-1 sobre o Morecambe. Em 27 de Abril, eles ganharam o campeonato depois de vencer por 5-0 o Darlington, já rebaixado.
Em 27 de maio, exatamente um mês depois de conquistar o título, foi anunciado que Steve Cotterill não teria seu contrato renovado com o Notts County. Kasper Schmeichel (filho do ex-goleiro Peter Schmeichel), uma das estrelas do Notts, também deixou o clube e foi para o tradicional Leeds United.
Em 4 de junho de 2010, Craig Short foi anunciado como técnico do Notts County, substituindo Cotterill, e após 5 meses no comando do clube, foi dispensado pela diretoria por maus resultados, deixando o time na 16ª posição.
Em 28 de outubro de 2010, Paul Ince (ex-jogador do Manchester United e da Seleção Inglesa) foi anunciado como substituto de Craig Short. Em 3 de abril de 2011, Ince deixa o clube após uma série de 5 derrotas consecutivas, incluindo derrotas em casa para Bristol Rovers e Oldham.
Martin Allen foi anunciado em 11 de abril de 2011 como o novo treinador da equipe, salvando o clube do rebaixamento nas últimas rodadas. Após um começo de temporada brilhante na temporada 2011/2012, em 18 de fevereiro de 2012, Allen foi demitido após uma derrota de 3-0 para o Hartlepool United, causando uma grande revolta entre os torcedores.
No dia 20 de fevereiro, Keith Curle foi anunciado como substituto de Martin Allen. Curle quase levou o clube aos play-offs, terminou a temporada na 7 ª posição, perdendo a vaga por diferença no saldo de gols. Curle foi demitido em 03 de fevereiro de 2013.
Em 3 de fevereiro de 2013, Chris Kiwomya foi nomeado técnico interino. Em 27 de março, foi nomeado técnico principal da equipe, assinando um contrato de três anos. Porém, deixou o clube em outubro, dando lugar a Steve Hodge (também em caráter interino) e, posteriormente, a Shaun Derry, que exerceu o cargo até março de 2015. Durante 15 jogos, o clube foi comandado interinamente por 2 técnicos, Paul Hart e Mick Halsall. Entre abril e dezembro, o comando técnico dos Magpies foi exercido por Ricardo Moniz. Sob a gestão do holandês, o Notts County venceu 11 partidas, empatou 8 e perdeu outras 15. A irregularidade fez com que Moniz perdesse o emprego, juntamente com o auxiliar Dave Kevin e o preparador físico Dean Yates. Interinamente, o clube foi treinado por Mick Halsall e Richard Dryden, até a contratação do escocês Jamie Fullarton em janeiro de 2016.
Em fevereiro, Ray Trew deixa a presidência do Notts County, porém continua como dono do clube. 1 mês depois, Fullarton é demitido após 12 partidas. Mark Cooper é contratado para o lugar do escocês até o final do campeonato, deixando o cargo após 2 meses. Em maio, o ex-jogador irlandês John Sheridan é oficializado como novo treinador dos Magpies. Após 32 partidas e com apenas 25% e aproveitamento (8 vitórias, 6 empates e 18 derrotas), Sheridan perdeu o emprego em 2 de janeiro de 2017. Para seu lugar, a direção do Notts optou em promover o meio-campista Alan Smith como jogador e técnico. No mesmo mês, o clube perdeu 10 jogos consecutivos, um recorde em sua história, e outro jogador, Kevin Nolan, assumiu o cargo e também foi registrado como atleta. O Notts ficou em 16º lugar, com 56 pontos (10 acima da zona de rebaixamento).
Em 2017-18, fez sua melhor temporada na League Two desde o título em 2009-10, terminando em 5º lugar - foi superado pelo Coventry City nos playoffs de acesso.
Para a temporada 2018-19, o Notts County manteve parte do elenco e contratou 15 jogadores. Mesmo assim, não teve um bom desempenho e, sob o comando de 5 treinadores (Kevin Nolan, Steve Chettle, Mark Crossley, Harry Kewell e Neal Ardley), sendo rebaixado à divisão Non-League em 2019-20, encerrando um período de 119 temporadas como participante das 4 divisões profissionais do futebol inglês - o Campeonato nacional não foi realizado entre 1915 e 1919 em decorrência da Primeira Guerra Mundial e a Segunda Guerra cancelou a temporada 1939-40.

## Rivalidades
O Notts County tem como principal rival o Nottingham Forest. Devido a jogarem na mesma divisão por muitas temporadas e de serem cidades próximas, o Notts County está criando uma rivalidade com o Mansfield Town. Outros clubes que tem rivalidades com os Magpies são: Derby County, Leicester City, Lincoln City e Chesterfield.

## Inspiração da Juventus e de astro da música
De certa forma, o tradicional uniforme alvinegro da Juventus foi inspirada no Notts County (que, por consequência, influenciou também o Botafogo, inspirado no clube italiano): a Vecchia Signora, no início do século XX, mandava importar seus uniformes da Inglaterra, sendo eles rosa (revividos como segundo uniforme em temporada recente). Uma mudança foi debatida, pois a cor facilmente desbotava. Perguntaram ao jogador inglês do elenco, John Savage, se ele não poderia conseguir uma sugestão de cores melhores com algum conterrâneo. A pessoa com que Savage falou era torcedora do Notts, que não por acaso sugeriu o mesmo modelo de seu clube.
Em 8 de setembro de 2011, o Notts County foi convidado a participar do jogo de abertura do novo estádio da Juventus, em Turim. O jogo terminou 1-1, com gols de Luca Toni e Lee Hughes, vindo no segundo tempo. Em troca, o Notts convidou a Vecchia Signora para um jogo de volta em Meadow Lane em 2012, para celebrar o aniversário de 150 anos do clube.
Tem como torcedor ilustre Jake Bugg, músico folk inglês, que nasceu em Nottingham.

## Títulos
| CONTINENTAIS | CONTINENTAIS                                       | CONTINENTAIS | CONTINENTAIS               |
| ------------ | -------------------------------------------------- | ------------ | -------------------------- |
|              | COMPETIÇÃO                                         | TÍTULOS      | TEMPORADAS                 |
|              | Torneio Anglo-Italiano                             | 1            | 1994-95                    |
| NACIONAIS    |                                                    |              |                            |
|              | COMPETIÇÃO                                         | TÍTULOS      | TEMPORADAS                 |
| Fa cup       | Copa da Inglaterra                                 | 1            | 1893-1894                  |
|              | Campeonato Inglês - 2ª Divisão Acessos             | 3            | 1896–97, 1913–14, 1922–23  |
|              | Campeonato Inglês - Terceira Divisão Acessos (Sul) | 2            | 1930-31 e 1959-60          |
|              | Campeonato Inglês - Quarta Divisão Acessos         | 3            | 1970-71, 1997-98 e 2009-10 |